# Master of the Moon
Master of the Moon —en español: Maestro de la Luna — es el décimo y último álbum de estudio de la banda Dio. Fue lanzado el 7 de septiembre de 2004 bajo el sello Sanctuary Records en América. 
Master of the Moon marca el retorno del guitarrista Craig Goldy, quien también participó en los discos Dream Evil (1987) y Magica (2000). También participan de la grabación del disco el bajista Jeff Pilson, el baterista Simon Wright y el teclista Scott Warren.
Es el último trabajo de estudio de la banda, pues, luego de este, en 2006, su cantante, Ronnie James Dio, se unió a Heaven And Hell, agrupación conformada por la alineación de Black Sabbath de la era con Ronnie. Posteriormente, el vocalista falleció en 2010 víctima de un cáncer de estómago, dejando disuelta toda esperanza del retorno de la banda Dio.

## Lista de canciones
1. "One More for the Road" – 3:18
2. "Master of the Moon" – 4:19
3. "The End of the World" – 4:39
4. "Shivers" – 4:15
5. "The Man Who Would Be King" – 4:58
6. "The Eyes" – 6:27
7. "Living the Lie" – 4:25
8. "I Am" – 5:00
9. "Death by Love" – 4:21
10. "In Dreams" – 4:26
11. "The Prisoner Of Paradise" (Bonus Track) – 4:01

## Personal
- Ronnie James Dio – Voz
- Craig Goldy – Guitarra, teclados
- Jeff Pilson – Bajo
- Simon Wright – Batería
- Scott Warren – Teclados